# Histoire de Bahreïn

Carte de Bahreïn (2011)

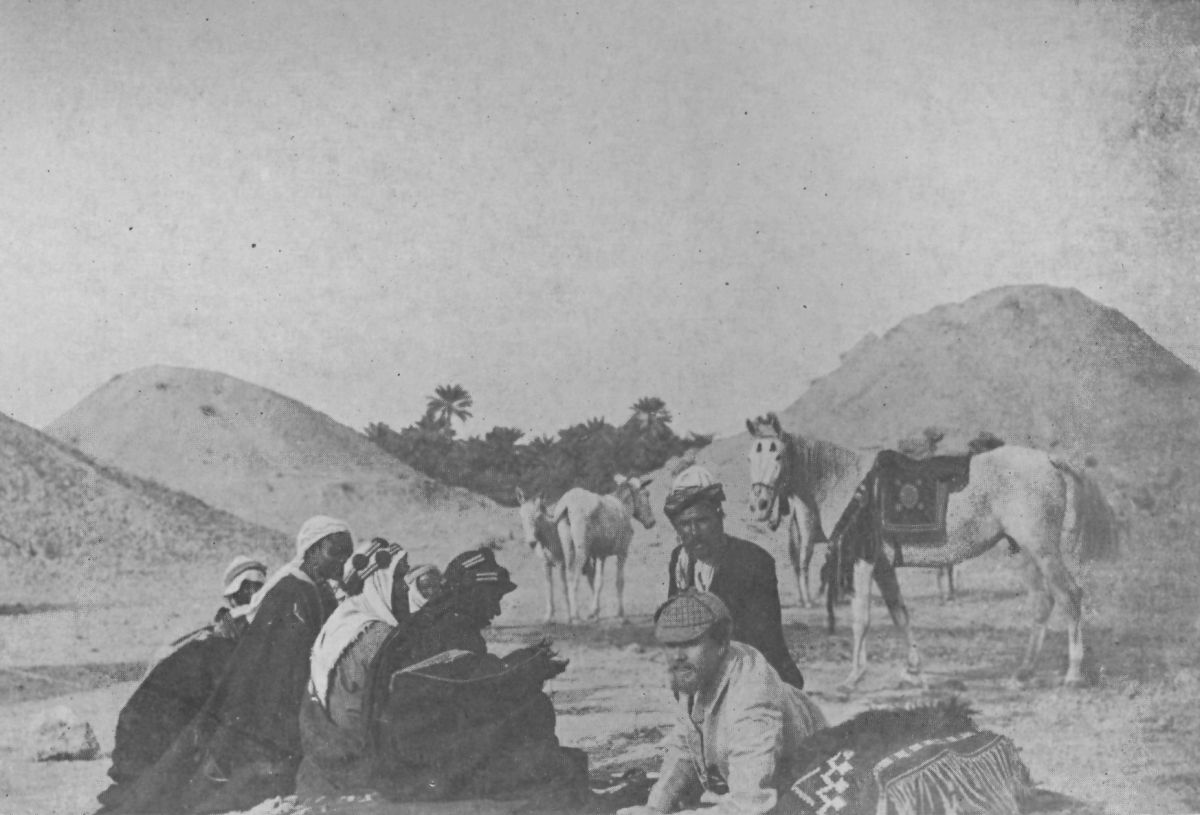
L'archéologue Theodore Bent à Bahreïn en 1900.

L'île de Bahreïn (arabe : مملكة البحرين) (765 km2, environ 1,5 million d'habitants en 2024), située dans le golfe Persique, fit autrefois partie de l'ancienne civilisation de Dilmun et servit de lien important sur les routes commerciales entre Sumer et la vallée de l'Indus, il y a plus de 5 000 ans. Elle est devenue une des monarchies du Golfe, dirigée depuis la fin du XVIIIe siècle par la famille Al-Khalifa. Sa capitale est Manama.

## Préhistoire et histoire antique

Localisation des tombes de la culture Dilmun à Bahreïn.

Bénéficiant d’eau douce en abondance et doté d’une végétation luxuriante, sa situation stratégique au cœur du golfe Persique la plaçait au centre des échanges commerciaux de l'antiquité et Bahreïn a donc subi les influences de ses voisins : Assyriens, Babyloniens, Sumériens, Grecs, Perses, etc.
La présence d'objets en silex et de poteries datant d'environ 5 000 avant notre ère indique que Bahreïn est habité depuis cette époque.
Bahreïn peut être connecté en tant que centre commercial, à partir d'environ 2 200 avant notre ère à la civilisation de Dilmun avec des références dans les archives cunéiformes mésopotamiennes. L'île joue un rôle important dans la mythologie sumérienne, notamment dans les mythes de création et dans l'épopée de Gilgamesh.
Cette période voit également le début d'une tradition funéraire qui aboutira finalement à la plus forte densité de tumulus funéraires du monde antique. On y a ainsi trouvé la plus grande nécropole du monde antique avec près de 170 000 tombes.
La fin de la phase Dilmun tardive (∼600 avant notre ère) coïncide avec la conquête perse achéménide de la Mésopotamie, dont l'influence à Bahreïn (600-300 avant notre ère) est attestée par la présence de bols et d'autres artefacts typiques de cette culture.

## Antiquité
Le nom grec de Tylos (en grec ancien Τήλος) est donné par les Grecs au cours de l’Antiquité au pays nommé Dilmun que l’on s'accorde à localiser sur l’île de Bahreïn, jusqu’à la conquête musulmane du VIIe siècle. Les Arabes y vivent de commerce avec l’Inde, commerce dont Alexandre le Grand souhaite s’emparer. Pour cela, il envoie des expéditions dont une, celle d’Archias de Pella, atteint Tylos vers -323. Androsthène de Thasos, Théophraste, Strabon et Pline ont parlé de Bahreïn.
La mort du conquérant met un terme à ce projet et l’histoire de cette période est mal connue. Tylos reste sous la suzeraineté des Séleucides puis des Parthes. Shapur II, empereur de la dynastie sassanide en Perse, s’en empare au IVe siècle, et en fait la satrapie de Maka (en), connue ensuite comme Mazun.
Aux Ve, VIe et VIIe siècles, on appelle « Bahrein » la majeure partie de la côte sud du golfe Persique, autour de Bahrein — Qatif compris ou non. La population y est mêlée, d'appartenances diverses (mazdéens, juifs, chrétiens, puis partiellement musulmans).

## Luttes entre Ottomans et Portugais

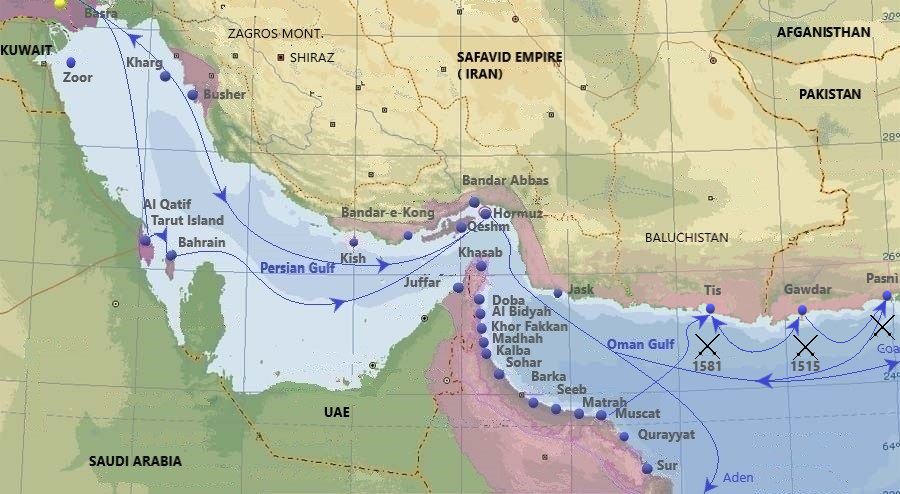
Implantations portugaises au Golfe persique 1500-1680

Par sa position stratégique au milieu du golfe Persique, l'île fait l'objet d'âpres luttes d'influence entre les Ottomans et les Portugais au milieu du XVIe siècle. Les premiers sont établis à Bassorah à l'entrée du golfe Persique depuis 1546 ainsi qu'à Qatif dans la province d'Al-Hassa, non loin de Bahreïn. Les Portugais possèdent quant à eux une forteresse sur l'île d'Ormuz leur permettant de contrôler les mouvements commerciaux du golfe Persique. La dynastie de Bahreïn est vassale de celle d'Ormuz, la puissance européenne a donc un contrôle indirect sur l'île.
En juillet 1559, le gouverneur ottoman d'Al-Hassa lance une campagne pour prendre l'île depuis le port de Qatif. Il s'agit d'une initiative personnelle faite sans l'assentiment d'Istanbul. Il fait appareiller pour Bahrein 73 bateaux, principalement des navires de transport, chargés de 800 hommes. Le 2 juillet, les troupes entament le siège de Manama. Le souverain de l'île, un Arabe nommé Murad Shah, défend la ville avec une garnison de 400 soldats en majorité Perses. Alerté de l'incursion ottomane, le commandant portugais d'Ormuz fait partir des renforts pour Bahrein, y compris des navires chargés de patrouiller la zone. Les envahisseurs finissent par manquer de vivres et de munitions en raison de leur incapacité à organiser un approvisionnement depuis la côte. Ils choisissent en conséquence de lever le siège et de se retrancher dans une palmeraie. Les belligérants finissent par négocier un accord, les Ottomans acceptent de se replier en laissant armes et chevaux aux forces adverses et en acceptant de payer une indemnité d'un million d'akçe, à charge pour les Bahreïniens d'organiser leur retour sur le continent.

## Domination perse
Après le départ des Portugais, Bahreïn est sous domination perse jusqu’en 1782. Ils s’installèrent durablement et donnèrent aux habitants une culture arabo-persane, s'appuyant sur une population majoritairement chiite. Contrairement à une idée reçue relativement répandue, cette spécificité religieuse chiite ne s'explique pas par cette présence perse. Elle date de bien plus longtemps, des débuts de l'islam. Ces chiites sont majoritairement arabes, et sont désignés sous le terme de Baharna. L'île de Bahrein est même un centre important d'enseignement et d'élaboration de la doctrine chiite, et certains de ses oulémas avaient même participé à la diffusion du chiisme en Iran, au XVIe siècle. En 1783, la famille Al-Khalifa, de confession sunnite, renversa la dynastie persane et constitua un émirat indépendant, mais la Perse n’a pas abandonné ses revendications sur l’île.

## Règne des al-Khalifa
Depuis la fin du XVIIIe siècle, Bahreïn est gouverné par la famille Al Khalifa, qui maintient des liens étroits avec le Royaume-Uni en signant un traité de paix et de protection en 1820, renouvelé depuis plusieurs fois. Cet accord stipule que le tuteur a un droit de regard sur la politique extérieure de l'émirat et a obligation de lui venir en aide en cas d'agression. Bahreïn a occupé la partie nord du Qatar jusqu'en 1868. Cette année-là, à la demande de certains nobles du Qatar, les Britanniques négocièrent la fin de la revendication du clan Al Khalifa sur le Qatar, excepté le paiement d'un tribut. Ce tribut cessa lorsque les Turcs occupèrent le Qatar en 1872.
C'est au Bahrein que sont découverts en 1932 les premiers gisements de pétrole dans la région. Après la Seconde Guerre mondiale, Bahreïn devient le centre régional pour le golfe Persique des opérations britanniques. La Grande-Bretagne annonce cependant en 1968, et réaffirme en mars 1971, son désengagement de Bahreïn. Bahreïn intègre l'alliance des Émirats arabes unis, puis en devient indépendant le 15 août 1971.
Selon la Constitution de 1971, Bahreïn élit son premier parlement en 1973. Mais il le dissout seulement deux années plus tard , cette assemblée s'opposant à une loi introduite par l'émir selon laquelle pouvait être arrêtée et emprisonnée pour trois ans toute personne portant atteinte à la sécurité de l'État. Une crise politique s'ouvre alors qui dure de longues années. En 1981, une tentative de coup d’État est déjoué. Cette tentative semble avoir été dirigée ou facilitée par un des multiples centres de pouvoir de la république islamique d'Iran. Les manifestations de décembre 1994 conduisent au premier changement ministériel, mais les années suivantes restent mouvementées et caractérisées en retour par une répression sévère des oppositions. Devenu émir après le décès de son père en 1999, le cheikh Hamad ben Issa al-Khalifa prend le titre de roi en 2002 et instaure une monarchie constitutionnelle.

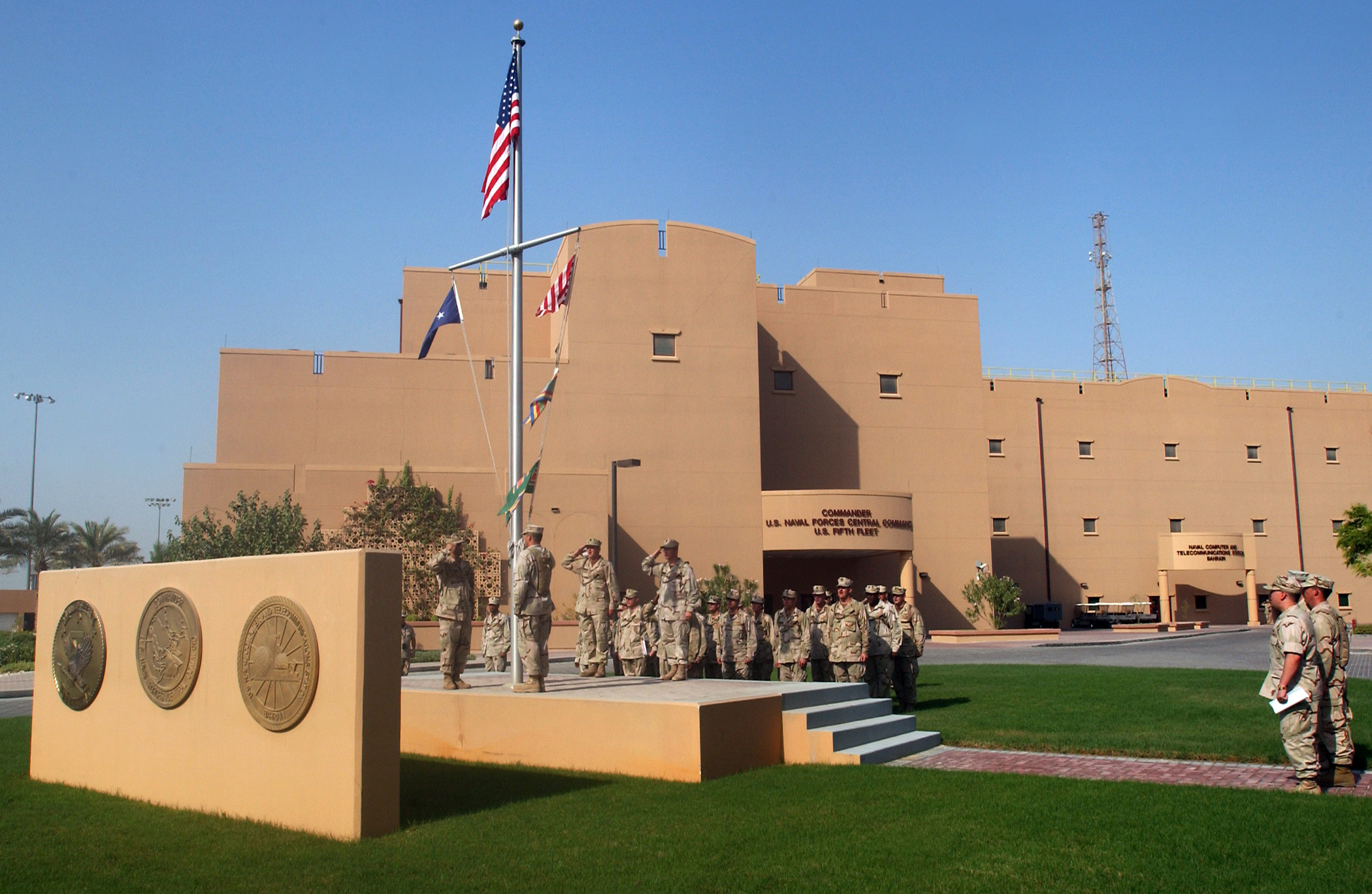
Salut du drapeau au quartier général de l'US Navy à Manama.

Cette évolution constitutionnelle est moins une démocratisation, même si les alliés occidentaux ont tendance à le présenter ainsi, qu'une formalisation des rapports entre le Parlement et le pouvoir royal. L'objectif est de ne donner au Parlement qu'un rôle modérateur, sans qu'il puisse réellement s'opposer aux décisions du roi. Les partis politiques restent interdis même si des « associations sociales » servent de succédanés. Des opposants reviennent d'exil. Des élections municipales et législatives suivent, les élections législatives étant boycottées par l'opposition d'où une participation inférieure à 50%.
En 2011, Bahreïn est pris dans les révoltes du Printemps arabe. Ces événements causent plusieurs dizaines de morts. La destruction d'un monument symbolique des contestataires place de la perle à Manama, et une intervention armée du Conseil de coopération du Golfe donnent lieu à une violente répression. Ces mouvements inquiètent les États-Unis. La cinquième flotte de l'US Navy (United States Fifth Fleet), chargée notamment de la protection des réserves pétrolières du golfe Persique, a son quartier général (Naval Support Activity Bahrain) à Manama.
Le 23 mai 2017 des affrontements entre la dynastie sunnite des Khalifa et la majorité chiite se traduisent par la mort de cinq protestataires et 280 arrestations

## Situation géopolitique et économique
La petite dimension de Bahreïn et sa situation centrale parmi les pays du golfe Persique l'amène à jouer un rôle délicat d'équilibriste parmi ses puissants voisins. N'ayant que peu de réserves de pétrole, il a dû s'équiper de raffineries, d'un centre bancaire et d'installations touristiques pour diversifier ses ressources.
Le 11 septembre 2020, après les Émirats arabes unis mi-août, Bahreïn établit des relations diplomatiques avec Israël.

## Galerie
Liste des souverains de Bahreïn, dynastie Al Khalifa

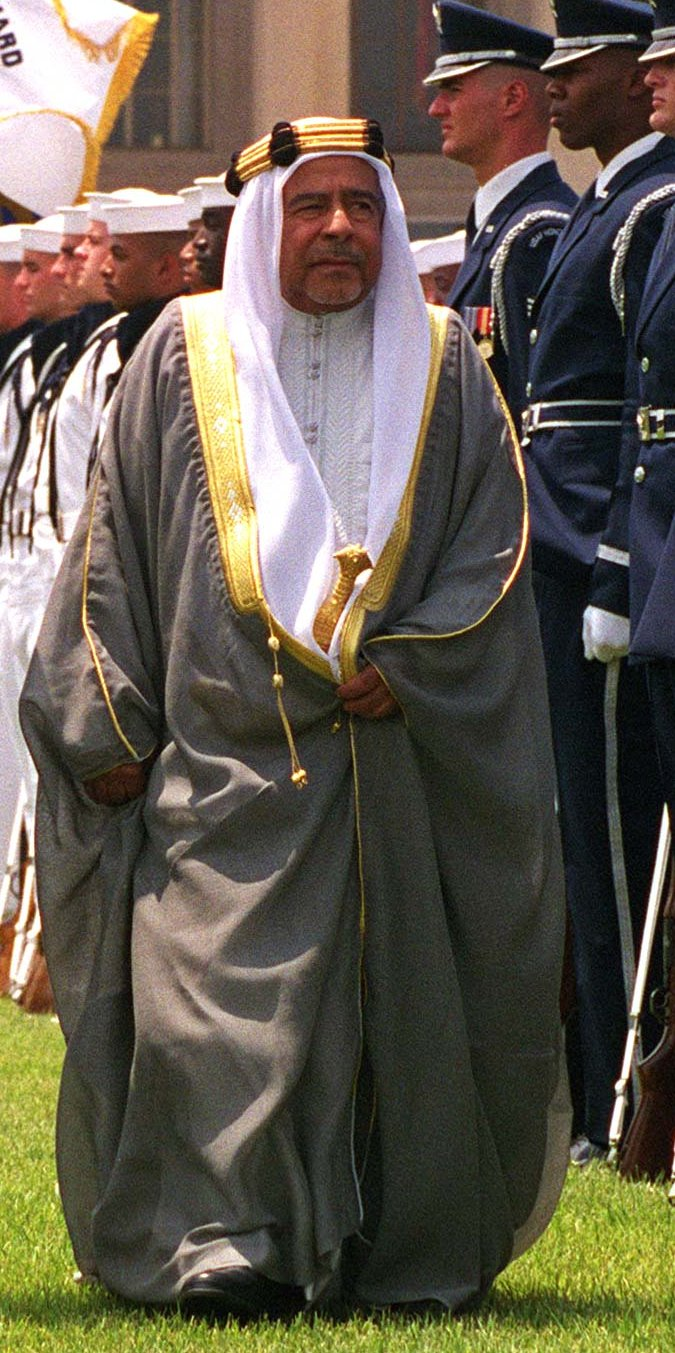
Issa ben Salmane Al Khalifa (1933-1999) 1971-1999
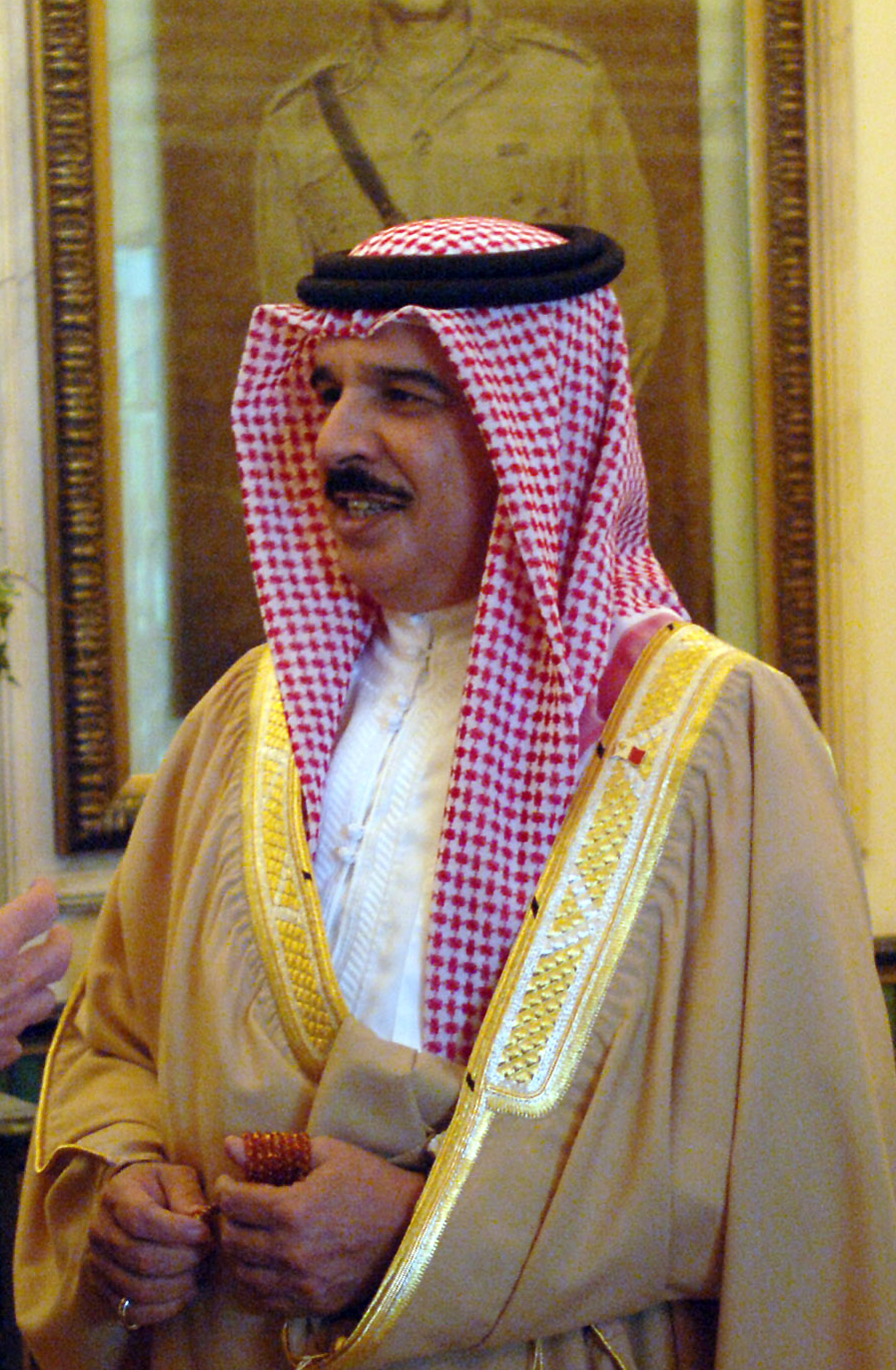
Hamed ben Issa Al Khalifa (1950-) 1999-présent